# Albrecht Neiss
Albrecht Neiss (* 24. Dezember 1938; † 13. Februar 2016) war ein deutscher Medizinstatistiker. Sein besonderes Interesse galt der Therapieforschung sowie der Windpocken-Impfung.

## Leben
Neiss studierte Mathematik. Nach Abschluss seines Studiums begann er 1966 als Biostatistiker zu arbeiten und wurde in der Pharmaindustrie tätig. Bald entschied sich Neiss für eine wissenschaftliche Laufbahn und ging an die Medizinische Hochschule Hannover, das Universitätsklinikum Eppendorf und die Universität Mainz. 1970 kam er an das Institut für Medizinische Statistik und Epidemiologie der Technischen Universität München. Dort promovierte er. 1977 erfolgte seine Habilitation. 1985 wurde er Professor an der Universität Innsbruck. 1993 wechselte er an die Technische Universität München und leitete bis 2005 das Institut für Medizinische Statistik und Epidemiologie. Des Weiteren war er ab 2001 Leiter des Sylvia Lawry Centers for Multiple Sclerosis Research.
Für die Deutsche Gesellschaft für Medizinische Informatik, Biometrie und Epidemiologie war Neiss in verschiedenen Gremien tätig. Unter anderem leitete er die Arbeitsgruppe „Statistische Methoden in der klinischen Forschung“.